# Mediterranea hydatina
Mediterranea hydatina is een slakkensoort uit de familie van de Oxychilidae. De wetenschappelijke naam van de soort is voor het eerst geldig gepubliceerd in 1838 door Rossmassler.